# A Night Flight
『A Night Flight』（ア・ナイト・フライト）は、KAIの3枚目のフルアルバムである。2011年6月1日にテイチクエンタテインメントより発売された。

## 概要
タイトル曲は、バークリー音楽大学への留学から日本に帰国後に書き下ろしたという。寺尾聰の「ルビーの指環」の英語詞カヴァー曲も収録している。
このアルバムの発売を記念して、ミニライブが2011年6月3日にラゾーナ川崎プラザのルーファ広場グランドステージより開催されている。

## 収録曲
1. A Night Flight [4:30]
演奏・作曲・編曲：kAI
2. East Not West [3:55]
作詞：George Cockle、作曲：kAI、編曲：Yasuaki Ide
3. Antonio's Song [4:36]
作詞・作曲：Michael Franks、編曲：kAI
4. Daydream [3:16]
演奏・作曲・編曲：kAI
5. How Long featuring Leyona [6:11]
作詞・作曲：Leyona、編曲：Leyona・kAI
6. 細流 -seseragi- featuring Yosuke Onuma [4:46]
演奏・作曲：kAI・小沼ようすけ
7. Ruby Ring -ルビーの指環- [4:48]
英語詞：Takashi Matsumoto、作曲：寺尾聰、編曲：kAI
8. Finding You Finding Me [3:58]
作詞・作曲：kAI、編曲：Yohey Tshukazaki・kAI